# Seventeen Seconds
| 전문가 평가                   | 전문가 평가 |
| 평가 점수                     | 평가 점수   |
| 출처                          | 점수        |
| ----------------------------- | ----------- |
| AllMusic                      | [ 2 ]       |
| Blender                       | [ 3 ]       |
| Entertainment Weekly          | B           |
| The Guardian                  | [ 5 ]       |
| Mojo                          | [ 6 ]       |
| Pitchfork                     | 7.5/10      |
| The Rolling Stone Album Guide | [ 8 ]       |
| Smash Hits                    | 8/10        |
| Sounds                        | [ 10 ]      |
| Uncut                         | [ 11 ]      |

《Seventeen Seconds》는 1980년 4월 18일 픽션 레코드에 의해 발매된 영국의 록 밴드 더 큐어의 두 번째 스튜디오 음반이다. 이 음반은 프론트맨 로버트 스미스가 마이크 헤지스와 공동 프로듀싱을 한 첫 번째 음반이다. 오리지널 베이시스트 마이클 뎀프시가 탈퇴한 후 사이먼 갤럽은 키보디스트 마티유 하틀리와 함께 정식 멤버가 되었다. 싱글 〈A Forest〉는 영국 싱글 차트의 40위 안에 밴드가 처음으로 진입한 것이다.

## 음악 스타일
돌이켜보면, 《Seventeen Seconds》는 고딕 록의 초기 예로 여겨져 왔다. "음울한 풍경"은 다음 활동을 위한 "음속 표준"으로 여겨진다. 수록곡 〈The Final Sound〉는 "너무 긍정적으로 고딕해서 하마터면 어떤 해머 공포의 고어페스트의 사운드트랙에서 해제되었다고 믿을 수 있다." 이 음반은 또한 뉴 웨이브로 묘사되어 왔다.

## 발매 및 재발행
《Seventeen Seconds》는 1980년 4월 18일에 발매되었다. 이 음반은 영국 음반 차트에서 20위에 올랐다. 이 음반은 1981년 (A&M 레코드에서) 미국에서 《Faith》를 더블 LP로 사용할 수 있는 《Happily Ever After》로 리패키지되었다. 2005년, 이 음반은 스미스의 포스트맨 프랭크 벨이 리드 싱어로 참여한 이지 큐어의 1970년대 스타일 프로그레시브 록 밴드 컬트 히어로의 스튜디오 자료뿐만 아니라 보너스 라이브 트랙과 데모를 특징으로 하는 유니버설 디럭스 에디션 시리즈의 일부로 리마스터되었다. 《Seventeen Seconds》는 2020년 9월 빌보드 200 차트에서 186위로 데뷔하면서 처음으로 미국에서 차트에 올랐다.

## 곡 목록
모든 곡들은 더 큐어에 의해 작사/작곡하였다.
| #  | 제목               | 재생 시간 |
| -- | ------------------ | --------- |
| 1. | 〈A Reflection〉   | 2:12      |
| 2. | 〈Play for Today〉 | 3:40      |
| 3. | 〈Secrets〉        | 3:20      |
| 4. | 〈In Your House〉  | 4:07      |
| 5. | 〈Three〉          | 2:36      |

| #   | 제목                  | 재생 시간 |
| --- | --------------------- | --------- |
| 6.  | 〈The Final Sound〉   | 0:52      |
| 7.  | 〈A Forest〉          | 5:55      |
| 8.  | 〈M〉                 | 3:04      |
| 9.  | 〈At Night〉          | 5:54      |
| 10. | 〈Seventeen Seconds〉 | 4:00      |

## 인증
| 국가                                                  | 인증     | 판매량/출하량 |
| ----------------------------------------------------- | -------- | ------------- |
| 프랑스 (SNEP)                                         | 골드     | 100,000*      |
| 뉴질랜드 (RMNZ)                                       | 플래티넘 | 15,000^       |
| *판매량을 기반으로 한 인증 ^출하량을 기반으로 한 인증 |          |               |